# 金牌

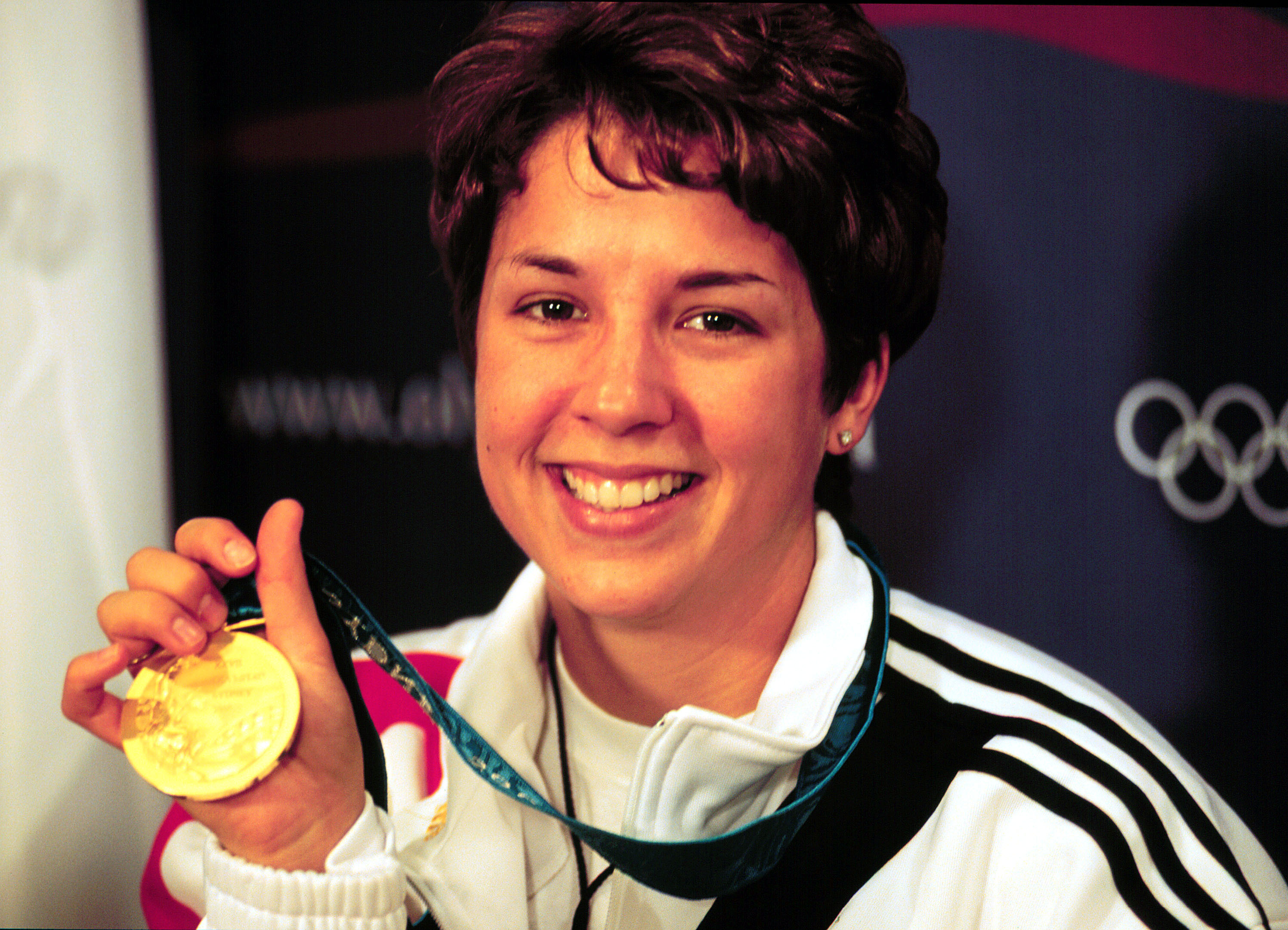
金牌

金牌通常是奖励给某项竞赛（例如奥运会等体育比赛）第一名优胜者的奖牌。竞赛的二、三名优胜者一般是分别获得银牌和铜牌。
金子是最贵重的金属之一，因此称之为金牌表示该奖项最为重要，但通常都不是用纯金制作的。依照国际奥委会宪章规定，奖牌的材质比例是不變的，在奖牌質量上分別是金牌244.5克、银牌269克、铜牌224克，像金牌是92.5％的纯银，其余为纯金的材质电镀在表面，質量约有13.5公克。
在最初举行的几届现代奥林匹克运动会中，曾有一段时间是将银牌和铜牌作为第一、二名的奖牌颁与获奖者的。